# Муханад Асири
Муханад Ахмед Абу Радех Асири (арап. فهد المولد‎, романизовано Muhannad Ahmed Abu Radeah Assiri; Мухаил Асир, 14. октобар 1986) професионални је саудијски фудбалер који игра на позицијама централног везног и нападача.

## Клупска каријера
Професионалну каријеру започео је у редовима Ал Вахде из Меке, одакле је прешао у екипа Ал Шабаба, а на послетку и у Ал Ахли из Џеде за који игра од 2014. године.

## Репрезентативна каријера
За сениорску репрезентацију Саудијске Арабије дебитовао је 19. октобра 2010. у пријатељској утакмици против селекције Узбекистана на којој је постигао два гола у победи свог тима од 4:0.
Био је део националног тима на Светском првенству 2018. у Русији, где је одиграо две утакмице у групи А.

## Успеси и признања
ФК Ал Ахли Џеда
- Саудијско првенство (1): 2015/16.
- Саудијски куп (1): 2015/16.
- Саудијски куп престолонаследника (1): 2014/15.
- Саудијски суперкуп (1): 2016/17.

 ФК Ал Шабаб
- Саудијски куп (1): 2013/14.